# Luca Di Rocco
Luca Di Rocco (Roma, 14 aprile 1989) è un pallanuotista italiano, attaccante dell'Anzio Waterpolis.

## Biografia
Cresce nella Roma Vis Nova, squadra con cui vince il titolo nazionale ragazzi nel 2004 e quello allievi nel 2006. Esordisce in prima squadra nella stagione 2006-07, in cui è fra i protagonisti della promozione dalla serie B alla A2. Approda alla Lazio nel 2009 e, dopo una stagione al Civitavecchia nel 2011-12, torna in biancazzurro. Nel 2021 indossa la calottina dell'Anzio Waterpolis, mentre nel 2023 con la Roma Vis Nova ottiene la promozione in Serie A1.  Nel 2024 torna nuovamente all'Anzio Waterpolis.